# Megapodius reinwardt
Megapodius reinwardt là một loài chim trong họ Megapodiidae.
Loài này bao gồm 5 phân loài được tìm thấy trên nhiều hòn đảo ở Quần đảo Sunda nhỏ cũng như phía nam New Guinea và phía bắc Úc. Nó là một con chim trên mặt đất có kích thước của một con gà trong nước và màu tối với đôi chân màu cam mạnh mẽ và một đỉnh nhọn ở phía sau đầu. Nó sử dụng một loạt các sinh cảnh rừng và chà và đã xâm chiếm nhiều hòn đảo nhỏ trong phạm vi của nó. Nó rất phong phú ở ngoại ô Darwin, nơi mọi người gọi nó là Bush Chook hoặc Bush Turkey.
Nhìn chung, quần thể có vẻ ổn định và tình trạng bảo tồn của loài được coi là loài ít quan tâm.